# Gamagōri
Gamagōri (蒲郡市, Gamagōri-shi) est une ville située dans la préfecture d'Aichi, sur l'île de Honshū, au Japon.

## Géographie

### Situation
Gamagōri est située dans le sud de la préfecture d'Aichi, au bord de la baie de Mikawa.

### Municipalités limitrophes
| Kōta           | Okazaki        | Okazaki        |
| Nishio         | Gamagōri       | Toyokawa       |
| baie de Mikawa | baie de Mikawa | baie de Mikawa |

### Démographie
En décembre 2019, la population de la ville de Gamagōri était de 80 306 habitants répartis sur une superficie de 56,92 km2.

### Climat
Gamagōri a un climat subtropical humide caractérisé par des étés chauds et humides et des hivers relativement doux. La température annuelle moyenne est de 15,4 °C. Les précipitations annuelles moyennes sont de 1 822 mm, septembre étant le mois le plus humide.

## Histoire
La ville de Gamagōri a été fondée le 1er avril 1954.

## Culture locale et patrimoine
Gamagōri héberge un festival (matsuri) de feux d'artifice, qui se tient chaque année, le dernier dimanche de juillet.

## Transports
Gamagōri est desservie par la ligne principale Tōkaidō de la JR Central et la ligne Gamagōri de la compagnie Meitetsu. La gare de Gamagōri est la principale gare de la ville.

## Jumelage
Gamagōri est jumelée avec Gisborne en Nouvelle-Zélande.

## Personnalités liées à la ville
- Sakae Ōba (1914-1992), militaire
- Katsuhikari Toshio (1942-2018), lutteur sumo
- Keiichirō Hirano (né en 1975), écrivain
- Yamamoto Masao (né en 1957), photographe et peintre